# QTRT2
QTRT2 (англ. Queuine tRNA-ribosyltransferase accessory subunit 2) – білок, який кодується однойменним геном, розташованим у людей на 3-й хромосомі. Довжина поліпептидного ланцюга білка становить 415 амінокислот, а молекулярна маса — 46 713.
| 10         |  | 20         |  | 30         |  | 40         |  | 50         |
| ---------- |  | ---------- |  | ---------- |  | ---------- |  | ---------- |
| MKLSLTKVVN |  | GCRLGKIKNL |  | GKTGDHTMDI |  | PGCLLYTKTG |  | SAPHLTHHTL |
| HNIHGVPAMA |  | QLTLSSLAEH |  | HEVLTEYKEG |  | VGKFIGMPES |  | LLYCSLHDPV |
| SPCPAGYVTN |  | KSVSVWSVAG |  | RVEMTVSKFM |  | AIQKALQPDW |  | FQCLSDGEVS |
| CKEATSIKRV |  | RKSVDRSLLF |  | LDNCLRLQEE |  | SEVLQKSVII |  | GVIEGGDVME |
| ERLRSARETA |  | KRPVGGFLLD |  | GFQGNPTTLE |  | ARLRLLSSVT |  | AELPEDKPRL |
| ISGVSRPDEV |  | LECIERGVDL |  | FESFFPYQVT |  | ERGCALTFSF |  | DYQPNPEETL |
| LQQNGTQEEI |  | KCMDQIKKIE |  | TTGCNQEITS |  | FEINLKEKKY |  | QEDFNPLVRG |
| CSCYCCKNHT |  | RAYIHHLLVT |  | NELLAGVLLM |  | MHNFEHYFGF |  | FHYIREALKS |
| DKLAQLKELI |  | HRQAS      |  |            |  |            |  |            |

A: Аланін

C: Цистеїн

D: Аспарагінова кислота

E: Глутамінова кислота

F: Фенілаланін

G: Гліцин

H: Гістидин

I: Ізолейцин

K: Лізин

L: Лейцин

M: Метіонін

N: Аспарагін

P: Пролін

Q: Глутамін

R: Аргінін

S: Серин

T: Треонін

V: Валін

W: Триптофан

Задіяний у таких біологічних процесах, як процесинг тРНК, альтернативний сплайсинг. 
Білок має сайт для зв'язування з іонами металів, іоном цинку. 
Локалізований у цитоплазмі, мембрані, мітохондрії, зовнішній мембрані мітохондрій.